# Gronau (Leine)
Gronau település Németországban, azon belül Alsó-Szászország tartományban. Lakosainak száma 10 882 fő (2023. december 31.).

## Népesség
A település népességének változása:
| Lakosok száma | 10 849 | 10 852 | 10 858 | 10 690 | 10 832 | 10 882 |
|               | 2016   | 2017   | 2019   | 2021   | 2022   | 2023   |